# Mother, I Am Suffocating. This Is My Last Film About You
Mother, I Am Suffocating. This Is My Last Film About You es un documental bilingüe de Lesoto de 2019 producido, escrito y dirigido por Lemohang Jeremiah Mosese. Retrata las vivencias del director, que ahora vive en Alemania, tras su partida de Lesoto. Se estrenó el 9 de febrero de 2019 y recibió elogios de la crítica por su guion y cinematografía. También recibió nominaciones en festivales internacionales de cine y fue calificada como una de las mejores películas africanas de 2019.

## Sinopsis
En las polvorientas calles de Lesoto, las personas miran a una joven que lleva una cruz de madera en la espalda. Ella vuelve a mirar sus rostros. Tomando la forma de una carta poética extendida a la madre y la patria del protagonista, la película cambia su enfoque y perspectiva entre Lesoto, una pequeña nación en el sur de África y Alemania donde vive el director.

## Premios y nominaciones
| Año  | Premio                                              | Categoría                           | Resultado |
| ---- | --------------------------------------------------- | ----------------------------------- | --------- |
| 2019 | XV Premios de la Academia de Cine de África         | Mejor fotografía                    | Nominado  |
| 2019 | XV Premios de la Academia de Cine de África         | Mejor documental                    | Nominado  |
| 2019 | Festival Internacional de Cine de Bergen            | Documentaire extraordinaire         | Nominado  |
| 2019 | Festival Internacional de Cine de Berlín            | Mejor documental                    | Nominado  |
| 2019 | Festival de cine de Doc Aviv                        | Competencia de profundidad de campo | Nominado  |
| 2019 | Festival Internacional de Cine de Durban            | Mejor documental                    | Nominado  |
| 2019 | Festival Internacional de Documentales de Sheffield | Documental de arte                  | Nominado  |